# Strage di Addis Abeba
La strage di Addis Abeba (conosciuto nella storiografia italiana anche come attentato a Graziani e in lingua inglese come Graziani massacre) fu un insieme di episodi di indiscriminata e brutale rappresaglia, compiuti tra il 19 e il 21 febbraio 1937 nella capitale dell'Etiopia da parte di civili italiani, militari del Regio Esercito e squadre fasciste contro civili etiopi, le cui più recenti stime arrivano alla cifra approssimativa di 19.000 vittime.
La repressione seguì il fallito attentato contro il viceré d'Etiopia Rodolfo Graziani, compiuto nella tarda mattinata del 19 febbraio da due giovani eritrei della resistenza etiope, Abraham Deboch e Mogus Asghedom, i quali tentarono di assassinare il viceré e le autorità italiane ed etiopi presenti durante una cerimonia presso il recinto del Piccolo Ghebì del Palazzo Guenete Leul di Addis Abeba con il lancio di alcune bombe a mano. L'attentato causò la morte di sette persone e il ferimento di circa cinquanta presenti, tra cui Graziani, i generali Aurelio Liotta e Italo Gariboldi, il vice-governatore generale Arnaldo Petretti e il governatore di Addis Abeba Alfredo Siniscalchi.
La reazione delle forze armate e della popolazione italiana presente in quel momento nella capitale fu una violenta rappresaglia, che nei due giorni successivi causò la morte di migliaia di civili etiopi, la distruzione di migliaia di abitazioni e l'arresto di chiunque fosse ritenuto anche solo lontanamente sospettato o connivente nell'aggressione al viceré.
L'azione dei due attentatori venne poi utilizzata dalle autorità italiane per giustificare un pesante allargamento della repressione in tutte le regioni dell'Impero d'Etiopia, con azioni definite di "grande polizia coloniale", nel tentativo di eliminare con la forza la classe notabile e militare etiopica, senza distinzione tra chi avversava il nuovo governo italiano e chi collaborava con esso. L'ampiezza e la ferocia del massacro di Addis Abeba, ma soprattutto del suo allargamento indiscriminato nei mesi successivi, ebbe un effetto determinante sullo sviluppo del movimento patriottico di resistenza etiope degli arbegnuoc, che impegnò fortemente le forze militari e il sistema di sicurezza italiano durante tutto il periodo di occupazione tra il 1936 e il 1941.
Nel dopoguerra, a ricordo dei fatti accaduti in quel 19 febbraio, che nel calendario etiopico corrisponde al giorno Yekatit 12, una piazza del quartiere di Sidist Kilo, nel centro di Addis Abeba, venne rinominata Yekatit 12 adebabay (amarico የካቲት ፲፪ አደባባይ) e vi venne eretto un imponente obelisco dedicato alle vittime della strage.

## Premesse
Il 5 maggio 1936 le truppe del maresciallo Pietro Badoglio entrarono nella capitale Addis Abeba, solo tre giorni dopo che l'imperatore Hailé Selassié l'aveva abbandonata con l'ultimo treno per Gibuti, prendendo la via dell'esilio. Il 9 maggio dal balcone di Palazzo Venezia il Duce Benito Mussolini proclamò l'impero, ma la realtà sul campo evidenziava come quasi due terzi dell'immenso paese fossero ancora in mano ai funzionari e ai capi del Negus, che avevano ancora a disposizione oltre 100000 uomini in armi, mentre la stessa Addis Abeba era praticamente sotto assedio dagli uomini dei fratelli Cassa. Il 20 maggio Badoglio, ansioso com'era di ritornare in Italia a riscuotere premi e trionfi, lasciò al generale Rodolfo Graziani il titolo di viceré d'Etiopia, governatore generale e comandante superiore delle truppe. Il termine della stagione delle piogge e l'arrivo di importanti rinforzi consentirono a Graziani di allentare la presa sulla capitale e iniziare una serie di operazioni di polizia coloniale, che gli permisero di rompere l'assedio che soffocava Addis Abeba, rendere agibili le strade e la ferrovia da Gibuti che assicuravano i rifornimenti alla capitale, e stroncare i reparti etiopici ancora in armi, guidati dal genero dell'imperatore ras Destà, da ras Immirū e dai tre figli di ras Cassa.
Nel gennaio 1937 il generale Graziani, certo di avere ormai in mano la situazione ad Addis Abeba e nel resto del paese, consentì ai suoi collaboratori più stretti di stabilirsi nella capitale, mentre egli lasciò Addis Abeba il 7 gennaio per dirigere in prima persona le operazioni finali di "polizia coloniale" contro l'armata di ras Destà nella provincia del Sidamo. Poiché queste si protrassero più a lungo del dovuto, Graziani, ansioso di dimostrare al mondo di aver ormai le mani sull'intero paese, con una grossa scorta armata intraprese un viaggio di tremila chilometri tra Neghelli, Dolo, Mogadiscio, Giggiga, Harar e Dire Daua, con il solo scopo di palesare alla stampa estera che le vie di comunicazione nell'impero erano ormai aperte e sicure. Gran parte del territorio sembrava infatti sotto controllo: soltanto nello Scioa era ancora presente una forte guerriglia contro l'occupante italiano. Ma quando l'11 febbraio tornò ad Addis Abeba, la sua sicurezza cominciò a scemare. Il viceré si accorse che la disciplina si era allentata, i saluti alle autorità non avevano la dovuta prontezza, e gli giunse all'orecchio che molti etiopi, non vedendolo da tempo, erano convinti che fosse morto e che gli italiani ad Addis Abeba avessero ormai i giorni contati. Graziani inoltre venne avvertito dal generale Olivieri che in città erano presenti alcuni «elementi capaci di tutto», tra i quali il giovane Keflè Nasibù, che aveva partecipato all'eccidio di Lechemti contro una spedizione italiana nel 1936.
In queste operazioni di "grande polizia coloniale", che si conclusero nel febbraio 1937 con il completo annientamento delle rimanenti forze etiopiche, Graziani adottò la politica del pugno di ferro, e, contravvenendo ad ogni regola di guerra, con il benestare di Mussolini venne deciso di non considerare i capi e i gregari fatti prigionieri come prigionieri di guerra di un esercito regolare, bensì ribelli da abbattere. Così ras Destà venne impiccato e i fratelli Cassa assieme agli abuna Petros e Micael vennero fucilati. Contemporaneamente continuava inesorabile la caccia ai cadetti della scuola militare di Olettà e dei giovani che si erano laureati all'estero, per i quali, sin dal 3 maggio 1936, Mussolini aveva sentenziato: «Siano fucilati sommariamente tutti i cosiddetti giovani, etiopici, barbari crudeli e pretenziosi, autori morali dei saccheggi». Il tutto mentre nelle regioni dove era attiva la resistenza degli arbegnuoc, giungevano notizie di scontri, eccidi, razzie, incendi e uso sistematico dei gas.
Tanta crudeltà non poteva non generare sdegno, rancori e desideri di vendetta, e i segnali di una possibile congiura nei confronti della sua figura fecero crescere in Graziani molti sospetti, che rivelò pubblicamente il 17 febbraio nella sala udienze del Piccolo Ghebì, dove 34 dignitari etiopi giunti da Gibuti, Gore e Soddo, giurarono fedeltà all'Italia con atto di sottomissione. In quell'occasione Graziani pronunciò un violento discorso intriso di odio razziale, insulti e provocazioni, quasi avvertisse che fra i 34 notabili vi fossero anche i capi del fantomatico complotto. «Parecchi di coloro che oggi si sottomettono, più che sottomessi dovrebbero essere considerati prigionieri di guerra, essendosi arresi sul campo di battaglia insieme a ras Immirù. Ciò significa che non si sono sottomessi spontaneamente, ma lo hanno fatto quando avevano l'acqua al collo [...]». Dopo questo preambolo minaccioso, Graziani affrontò il problema che più lo preoccupava, ossia la ridda di voci che lo volevano morto durante il periodo di sua assenza: «Il vostro difetto principale è l'abitudine alla bugia. La menzogna è alla base di ogni vostro pensiero [...]. Secondo le voci che circolavano nelle vostre case ras Destà avrebbe vinto le truppe italiane e sarebbe entrato ad Addis Abeba. Graziani era morto. [...] E credete voi che sia possibile andare avanti in questa atmosfera di panzane e di menzogne?».
Quindi, ricordando che i notabili di fronte a lui erano tutti di etnia amhara, Graziani proseguì con una violenta invettiva: «Durante il mio viaggio [...], ho constatato che ovunque il nome degli Amhara è circondato dall'odio delle popolazioni [...]. Credo non esista al mondo, gente più odiata di costoro. Basterebbe che l'Italia lasciasse fare, e tutti sarebbero scannati dall'odio delle genti locali. Avete governato con l'ingiustizia e la sopraffazione, con la violenza e col ladrocinio e raccogliete, naturalmente, l'odio. [...] Dio che ha distrutto Babilonia, ha voluto la fine del governo scioano che era un insulto alla civiltà del mondo».
Proseguendo nel discorso Graziani invitò quindi i notabili a lasciare "spontaneamente" le terre non loro, fissando in un certo qual modo una politica anti-amhara, della quale aveva trovato inspiratori nelle figure del ministro dell'Africa Italiana Alessandro Lessona e del suo consigliere Enrico Cerulli, entrambi forti sostenitori della politica di separazione razziale nell'Africa orientale italiana.

## L'attentato a Graziani

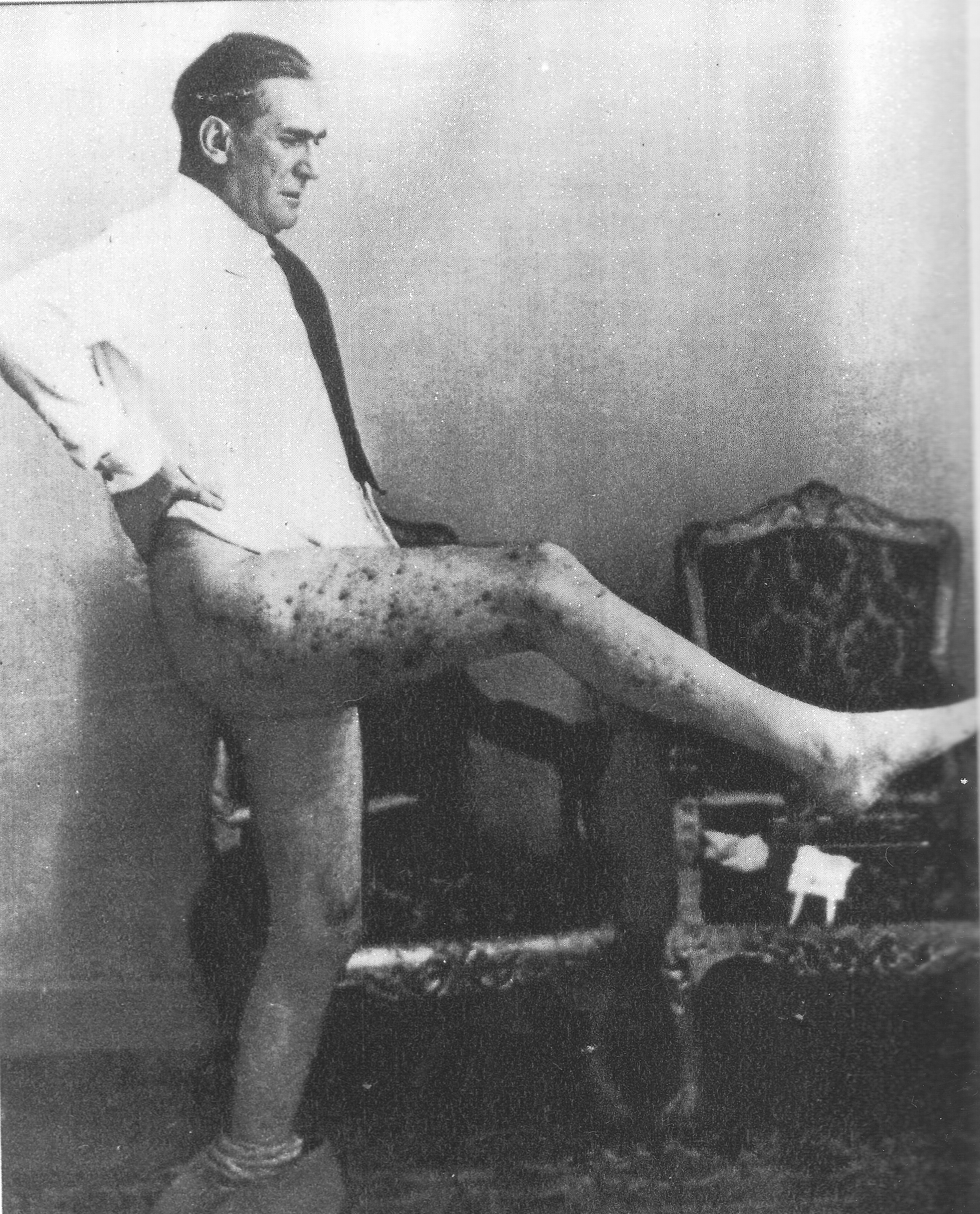
Graziani mostra le sue ferite.

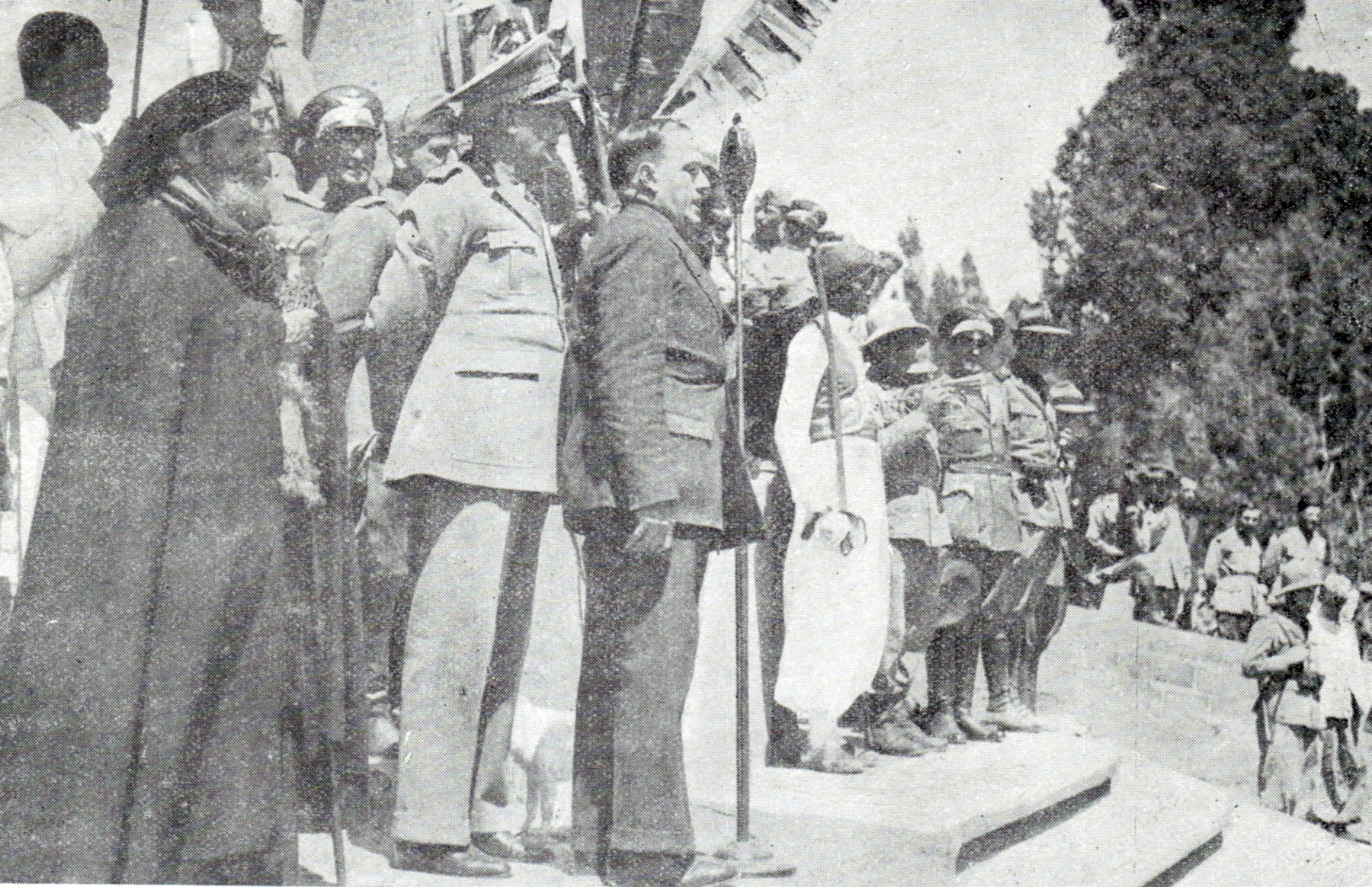
Il viceré Graziani al centro, e alla sua destra l'abuna Cirillo, poco prima dell'attentato.

In questo clima di tensione si arrivò alla mattinata del 19 febbraio, giorno della Purificazione della Vergine secondo il calendario copto quando, per solennizzare la nascita del primogenito del principe Umberto II di Savoia, erede al trono imperiale, Graziani decise di distribuire cinquemila talleri d'argento ai poveri di Addis Abeba. Riesumando questa antica tradizione abissina, il viceré voleva dimostrare la generosità del governo italiano rispetto a quello negussita, cercando di rompere con un gesto distensivo il clima di insicurezza che regnava in città.
Verso le ore 11:00, Graziani, assieme al gruppo di autorità italiane, l'abuna Cirillo e il degiac Hailè Selassiè Gugsa stazionava in cima alla scalinata d'ingresso del Piccolo Ghebì, mentre a circa una quindicina di metri di distanza dagli scalini erano allineati in tre file, circa duecento notabili, dietro ai quali, c'era la massa di circa tremila poveri. Questi in fila ordinata, si avvicinavano al tavolo dal quale uno zaptié donava loro una moneta d'argento. Meno di un'ora dopo, dalla folla di indigenti che si accalcavano dietro le file di notabili venne lanciata la prima granata, la quale esplose sul cornicione della pensilina d'accesso al palazzo senza colpire i partecipanti alla celebrazione. Pochi istanti dopo la seconda bomba sfiorò la testa delle autorità italiane senza fare danni, mentre la terza investì in pieno Graziani e gli altri che stavano in prima fila. In pochi secondi si scatenò il caos. L'inviato del Corriere della Sera Ciro Poggiali riportò nel suo diario la descrizione di quei primi momenti: «Graziani, che aveva fatto un balzo dagli scalini, l'aveva vista passare sopra la propria testa e gli era esplosa alle spalle, [...] cadde a terra bestemmiando»; «Il povero generale Liotta che mi stava a fianco, ci rimette una gamba. L'abuna Cirillo, che mi sta all'altro fianco, è colpito da parecchie schegge, cade addosso a me e mi copre con la sua tozza persona». 
Mentre altre bombe venivano lanciate, il panico si diffuse rapidamente: chi non si trovò ferito fuggì alla svelta, mentre i feriti si trascinarono cercando riparo; vi fu anche chi mantenne la calma, tra i quali il colonnello Amantea che, dopo aver strappato il moschetto dalle mani di un milite, prese a sparare a vista su coloro che ritenne gli attentatori. Reagì a sangue freddo anche il capitano Di Dato che uccise con un colpo di pistola lo scek Adbullah e un somalo non identificato. 
Nel trambusto Graziani, ferito da innumerevoli schegge sul dorso e nelle gambe, stava rischiando di morire dissanguato, ma con grande lucidità chiamò a sé il generale Gariboldi, ordinandogli di requisire un'automobile qualsiasi e condurlo all'ospedale e quindi mettere subito in stato d'assedio la città. Mentre il viceré veniva condotto in ospedale, nel recinto del piccolo Ghebì, carabinieri e soldati sprangarono le uscite e, con l'aiuto di spahis libici e alcuni avieri sopraggiunti da una vicina caserma, aprirono il fuoco sugli etiopi lì presenti, nobili o mendicanti che fossero, facendo decine di vittime e ammassando gli altri nei saloni del palazzo. Nel recinto la sparatoria durò per quasi tre ore, e quando cessò: «il piazzale del Piccolo Ghebì era letteralmente coperto di cadaveri», come testimoniò Antonio Dordoni nel 1965.
Approfittando dello scompiglio generale, i due attentatori eritrei Abraham Deboch e Mogus Asghedom, uscirono dal palazzo seguendo un percorso studiato in precedenza fino a raggiungere l'automobile del complice Semeon Adefres, che li condusse nella città conventuale di Debra Libanòs. In seguito i due attentatori raggiunsero le formazioni partigiane di ras Abebe Aregai, con quali avrebbero operato per un certo periodo, prima di intraprendere un viaggio verso il Sudan, dove verranno uccisi in circostanze poco chiare. Semeon Adefres invece fu catturato dopo che la sua assenza da Addis Abeba fu segnalata all'Ufficio Politico della capitale e, dopo essere stato tratto in arresto, venne torturato fino alla morte.

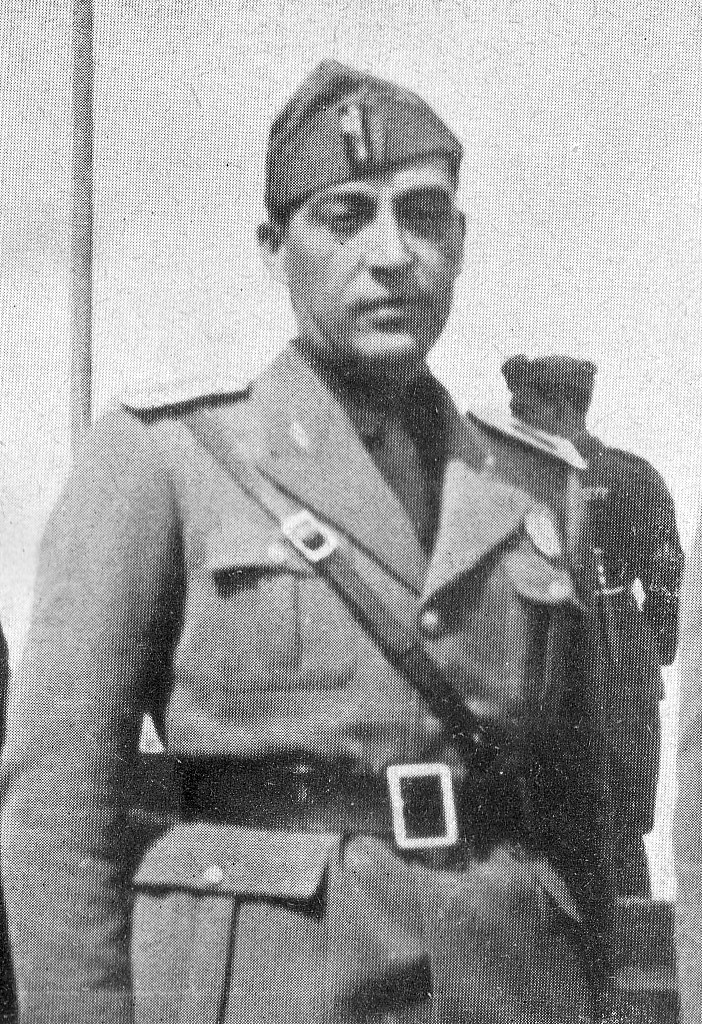
Il federale Cortese, uno dei primi organizzatori della rappresaglia contro i civili di Addis Abeba

Il bilancio dell'attentato fu gravissimo: sette morti, tra cui un carabiniere, due soldati di sanità, due zaptié, un tecnico italiano che aveva curato l'impianto degli altoparlanti e un chierico copto che reggeva l'ombrello dell'abuna. I feriti furono circa una cinquantina, tra cui i già citati Graziani e Gariboldi, il vice-governatore generale Armando Petretti, i generali Liotta e Armando, i colonnelli Mazzi e Amantea, il governatore di Addis Abeba Siniscalchi, l'onorevole Fossa, il federale Cortese, l'abuna Cirillo, l'ex ministro etiopico a Roma Ghevre Jesus Afework e i giornalisti Appelius, Pegolotti, Ciro Poggiali e Italo Papini. Il più grave di tutti fu il generale Liotta che perse l'occhio destro e una gamba, mentre Graziani fu investito da circa 350 schegge e appena giunto all'ospedale della Italica Gens venne velocemente operato per fermare l'emorragia.
Nel frattempo da Roma arrivarono le prime direttive ufficiali di Benito Mussolini: «Non attribuisco al fatto una importanza maggiore di quella che effettivamente ha, ma ritengo che esso debba segnare l'inizio di quel radicale ripulisti assolutamente, a mio avviso, necessario nello Scioa». Graziani, senza attendere ordini da Roma, aveva già fatto telegrafare ai governatori delle altre regioni di agire con il «massimo rigore al primo manifestarsi di moti alle periferie», ma ad Addis Abeba non fu Graziani a prendere l'iniziativa, bensì il federale Guido Cortese, che, con il beneplacito dello stesso viceré, mobilitò alcune centinaia di civili, li divise in squadre e li lanciò contro i quartieri poveri della città, con lo scopo di «dare una lezione agli abissini». Anche se la mobilitazione di squadre era prevista in caso di attacco della capitale, quella del 19 febbraio non si svolse come una repressione pianificata, ma si palesò in una serie di azioni terroristiche cui parteciparono volontariamente persone di tutti gli ambienti, con il concorso morale della colonia e l'appoggio di truppe regolari e carabinieri.

## La rappresaglia

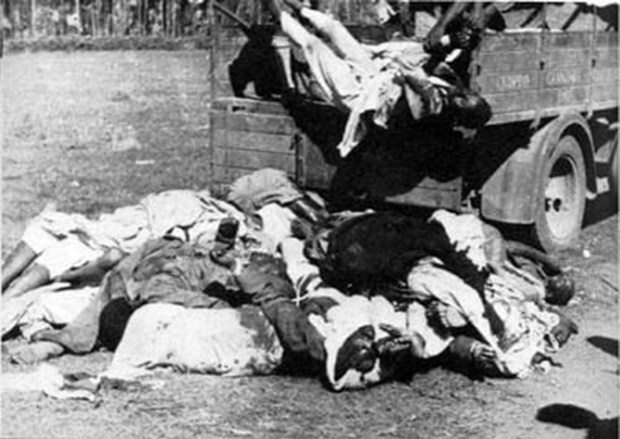
Vittime etiopi della strage di Addis Abeba

La risposta italiana fu immediata, i civili italiani presenti ad Addis Abeba uscirono nelle strade mossi da autentico squadrismo fascista armati di manganelli e sbarre di metallo, picchiando e uccidendo i civili etiopici che si trovavano in strada. 
(Ciro Poggiali, inviato speciale del "Corriere della Sera" )
Nel tardo pomeriggio, dopo aver ricevuto disposizione alla Casa del Fascio, squadre composte da camicie nere, autisti, ascari libici e civili, si riversarono nei quartieri più poveri, e diedero inizio a quella che Antonio Dordoni definì «una forsennata "caccia al moro"». Sempre Dordoni, in qualità di testimone oculare riferì che: «In genere davano fuoco ai tucul con la benzina e finivano a colpi di bombe a mano quelli che tentavano di sfuggire ai roghi». In un clima di assoluta impunità, commercianti, autisti, funzionari e gente comune si macchiarono di crimini violenti; venne data alle fiamme la cattedrale di San Giorgio per ordine diretto di Cortese, e mentre i civili organizzavano la rappresaglia contro gli innocenti abitanti etiopici, i militari italiani operavano i primi arresti indiscriminati di massa, ammassando 3/4000 etiopici in improvvisati campi di concentramento. Gli abitanti di Addis Abeba che malauguratamente portavano addosso anche solo un coltello, venivano uccisi sul posto: «Un graduato eritreo - testimoniò il giornalista Guido Mattioli - si era messo sul ponte Maconnen e da solo freddava uno ad uno tutti gli armati che vedeva in giro». Il ricorso alle squadre di volontari civili fu inizialmente giustificato dalla necessità di evitare una rivolta dei centomila abitanti di Addis Abeba, esercitando un controllo rigoroso sui quartieri indigeni con perquisizioni a tappeto, scioglimento di ogni assembramento, fucilazione sul posto dei sospetti e incendio delle case in cui fossero state trovate armi. In realtà fu scatenato un vero e proprio massacro indiscriminato con saccheggi e rapine, incendi di interi quartieri e migliaia di morti: cioè una repressione che andava ben oltre l'intimidazione della popolazione.
La ritorsione fu particolarmente feroce negli agglomerati di tucul lungo i torrenti Ghenfilè e Ghilifalign, che attraversano Addis Abeba da nord a sud, e che durante la notte furono presi d'assalto e incendiati, mentre le truppe agli ordini del generale Perego, comandante della piazza di Addis Abeba, fucilavano gli abissini che tentavano di fuggire e imponevano alla popolazione un coprifuoco che lasciava piena libertà d'azione alle squadre terroristiche. La mattina seguente, attraverso i quartieri lungo i due torrenti, erano rimasti in piedi ben poche abitazioni, e «fra le macerie c'erano cumuli di cadaveri bruciacchiati». Nel frattempo, su disposizione di Graziani, decine di autocarri Fiat 634 vennero utilizzati per portare in fosse comuni nascoste i cadaveri di centinaia di abissini uccisi durante le prime ore che seguirono l'attentato. La rappresaglia però non si esaurì la prima notte, continuò anche nelle due giornate successive, durante le quali: «per ogni abissino in vista non ci fu scampo in quei terribili tre giorni ad Addis Abeba, città di africani dove per un pezzo non si vide più un africano».
La responsabilità politica delle rappresaglia venne, del resto, assunta dal ministro Lessona, che la sera del 19 febbraio telegrafò a Graziani: «Prima che si diffonda possibile senso di eccitazione tra elementi abissini alla notizia dell'attentato di Addis Abeba sono sicuro fin da ora adotterà le più rigorose misure che appariranno localmente necessarie». La mattina seguente, mentre rastrellamenti e arresti erano in pieno svolgimento, Graziani poté rispondere: «Operati oltre duemila fermi tra popolazione indigena tra cui tutti indistintamente capi e notabili e esponenti clero che trovansi tuttora a disposizione autorità giudiziaria. [...] Mantengo tuttavia fino a situazione chiarita misure eccezionali polizia e militari». Anche Mussolini non perse l'occasione per rinnovare il suo intento di colpire violentemente: «Nessuno dei fermi già effettuati e di quelli che si faranno deve essere rilasciato senza mio ordine. Tutti i civili e religiosi comunque sospetti devono essere passati per le armi e senza indugi». Il 21 febbraio allo stesso Mussolini giunse anche la notizia che le truppe di ras Destà erano state liquidate a Goggetti, e appena appresa la notizia il dittatore dispose un ordine decisamente categorico e spietato: «La popolazione maschile di Goggetti di età superiore ai 18 anni deve essere passata per le armi e il paese distrutto». Malgrado ciò, sempre il 21, Graziani intimò al federale Cortese di porre fine alle rappresaglie, minacciando di affidare ai carabinieri il ripristino dell'ordine. Cortese dovette accettare e nella tarda mattinata fece stampare e diffondere un manifesto con scritto: «Camerati! Ordino che dalle ore 12 di oggi 21 febbraio XV cessi qualsiasi atto di rappresaglia. Alle ore 21:30 i fascisti debbono ritirarsi nelle proprie abitazioni. Severissimi provvedimenti saranno presi contro i trasgressori. [...]». Il comunicato, seppur provvidenziale per la popolazione etiopica, fu anche un maldestro e involontario atto di autodenuncia del federale Cortese, che con tale manifesto palesava la responsabilità sua e della popolazione italiana di Addis Abeba nel massacro, oltre che la sua modesta levatura culturale e umana.
L'ordine di Graziani a Cortese, secondo lo storico Giorgio Rochat, non fu dettato dalla preoccupazione del viceré di evitare che la rappresaglia raggiungesse livelli controproducenti, bensì di dimostrare a Roma come egli avesse totalmente in mano la situazione seppur fosse ancora ricoverato in ospedale (e vi rimarrà per i successivi 68 giorni), e di impedire a Cortese di acquistare troppa visibilità.

## Le indagini e l'ampliamento della repressione

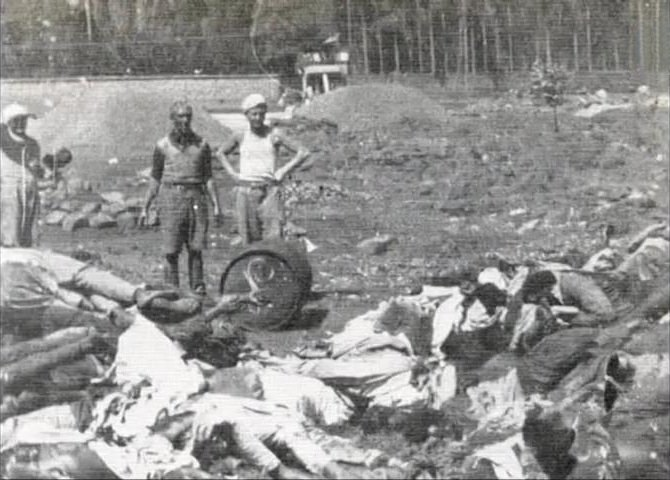
Vittime della Strage di Addis Abeba

Nei giorni successivi furono messe in atto le prime, superficiali e frettolose, indagini sull'attentato, coordinate dall'avvocato militare generale Olivieri, uno degli uomini più fidati di Graziani. L'approssimazione dei metodi coloniali fascisti, e la sua incapacità di penetrare anche solo parzialmente nella realtà della regione occupata, crearono allo stesso Olivieri non pochi problemi; dopo dieci mesi di lotta i comandi italiani non disponevano ancora di un interprete veramente capace (il che conferma come tutte le fucilazioni ordinate dalla giustizia militare fino a quel momento, fossero state condotte con sconcertante approssimazione), mentre i servizi di sicurezza e le autorità italiane, viziati da pregiudizi e arroganza, rimanevano isolati dal resto della realtà abissina. Le carenze del sistema di sicurezza furono alla base dell'attuazione dell'attentato, dove due eritrei di media cultura, che facevano persino parte del servizio informazioni di Graziani, proprio perché essendo "facce conosciute" poterono avvicinarsi al viceré con il loro carico di bombe a mano.
Contro Abraham Debotch e Mogus Asghedom emersero rapidamente prove concrete, ma le autorità italiane non vollero accettare che la responsabilità di un attentato che aveva colpito così duramente il prestigio italiano, potesse ricadere su due soli uomini eritrei, sconosciuti, e per di più latitanti. Il primo rapporto dei carabinieri concludeva che la responsabilità era da attribuirsi sicuramente agli allievi della scuola militare di Olettà, che furono considerati «[...] i soli idonei ad attuare, con mezzi tecnici e di natura bellica, l'attentato», e al movimento dei Giovani Etiopi, che «sono gli intellettualoidi portati al fanatismo politico», protetti dai notabili etiopici. 
Questa impostazione fu accettata e ribadita da Olivieri, che il 22 febbraio compilò la prima delle sue relazioni in cui oltre alle conclusioni dei carabinieri, venne aggiunto l'elemento caro alla propaganda del regime fascista; la complicità dei servizi segreti britannici.
Su queste basi il 26 febbraio vennero fucilati i primi 45 abissini e altri 26 nei giorni seguenti; tra di loro c'erano Giovani Etiopi e allievi di Olettà assieme a esponenti del passato regime del Negus, tra cui quelli rientrati ad Addis Abeba dall'esilio inglese nel corso dell'inverno per compiere atto di sottomissione. È facile notare come per prima cosa vennero colpiti gli esponenti degli ambienti più aperti alla cultura europea e, almeno in parte, disposti alla collaborazione con l'Italia, senza peraltro nessuna prova concreta nei loro confronti, ma solo sospetti o testimonianze create ad arte. Queste fucilazioni furono però solo l'inizio di una repressione che col tempo assunse dimensioni sempre maggiori, fino a coinvolgere l'intera classe dirigente abissina. Fu deciso che i capi ahmara dovessero sparire e Graziani, con l'avallo di Mussolini, dispose la deportazione immediata in Italia per i duecento notabili arrestati subito dopo l'attentato e che erano scampati alla fucilazione per la totale assenza di prove contro di loro; mentre altri due o trecento raggiunsero l'Asinara nei giorni successivi. La politica di repressione indiscriminata di Graziani non subì freno, neppure dopo le rimostranze del tenente colonnello Princivalle che suggerì a Graziani di offrire clemenza ai notabili che avevano mostrato collaborazione con il governo italiano, per «non ingenerare la convinzione che noi trattiamo allo stesso modo coloro che ci servono e coloro che ci tradiscono». Ma Graziani, osservando il concetto tipicamente nazista di giudicare colpevole tutta la collettività, continuò nella sua spietata politica repressiva.
Nelle due relazioni finali redatte in aprile da Olivieri e Graziani, non vi fu la volontà di ricostruire i fatti e ricercare colpevoli, ma solamente il tentativo di affermare la responsabilità diretta di tutta la classe dirigente etiopica, che sebbene a conoscenza delle intenzioni dei due attentatori, avrebbe taciuto per viltà e omertà, allo scopo di creare il clima idoneo a una sollevazione e alla ribellione della popolazione. Queste relazioni furono le prove che Mussolini, Lessona e Graziani desideravano per confermare la necessità di liquidare la politica dell'ex impero negussita, e se tra i gradi inferiori rimanevano perplessità sull'utilizzo indiscriminato del terrore come metodo di pacificazione della regione, i tre vertici non ebbero dubbi in proposito. Almeno fino all'agosto 1937, quando il tentativo di insurrezione in tutta l'Etiopia centro-settentrionale non rimise in discussione la politica italiana in Etiopia.
La repressione dei mesi successivi, avallata dal governo di Roma, passò per un vistoso ampliamento e per una chiara sistematizzazione, che lo storico Rochat non fatica a paragonare ad un «tentato genocidio», e che Graziani e Lessona affrontarono senza un piano d'insieme ma piuttosto gestendo di volta in volta le criticità che si presentavano. A metà marzo Graziani telegrafò a Roma informando il ministero che «fino ad oggi sono state eseguite 324 esecuzioni, [...] senza naturalmente comprendere in questa cifra le repressioni dei giorni 19 e 20 febbraio. [...]», e che egli stesso aveva provveduto ad «[...] inviare a Danane (Somalia) nel campo di concentramento colà esistente fin dalla guerra, numero 1100 persone tra uomini donne ragazzi appartenenti a prigionieri fatti ultimi scontri e che rappresentano gente ahmara di nessun particolare valore ma che per il momento è meglio levare dalla circolazione».
La macabra contabilità di Graziani fu costantemente aggiornata, e alla data del 3 agosto (giorno in cui Graziani smise di telegrafare a Roma i risultati del "ripulisti") furono registrati 1918 provvedimenti di rigore.
Contemporaneamente Graziani decise la caccia ai cantastorie, agli indovini e agli stregoni, che nella società rurale abissina più arcaica avevano ruolo primario nella diffusione delle notizie e nella formazione di una coscienza nazionale, e perciò considerati come un ostacolo al pieno controllo italiano. Graziani diede così l'ordine di arresto ed eliminazione fisica delle suddette categorie, vietando l'esercizio di tali "mestieri" e trovando l'appoggio di Mussolini, che veniva sistematicamente informato, assieme a Lessona, dell'andamento di tale pratica. Migliaia di etiopi di tutte le classi sociali si trovarono così deportati nei campi di detenzione a Danane nel'Ogaden e nell'isola di Nocra nell'arcipelago delle isole Dahlak, dove circa la metà moriva per malattia o per la scarsa e cattiva alimentazione.
Dopo aver esercitato la sua vendetta sulla popolazione di Addis Abeba, sulla nobiltà ahmara, sugli allievi di Olettà, sull'intellighenzia etiopica e infine contro cantastorie, indovini e stregoni, Graziani dispose che anche il clero cristiano-copto, e in particolare la città-convento di Debra Libanòs, dovessero pagare. Informato dalle indagini del colonnello Azolino Hazon, comandante dei Carabinieri in Africa Orientale, che gli attentatori del 19 febbraio vi avessero brevemente soggiornato, Graziani si convinse che il convento fosse il covo di nemici del nuovo governo, e ciò divenne il pretesto che consentì al viceré di ordinare al generale Pietro Maletti di recarsi nella città-convento, occuparla e massacrarne i monaci. Maletti eseguì l'ordine, e alle 15:30 del 21 maggio Graziani poté telegrafare a Roma: «Oggi alle 13 in punto» il generale Maletti «ha destinato al plotone d'esecuzione 297 monaci, incluso il vice-priore, e 23 laici sospetti di connivenza», risparmiando quindi in un primo tempo i giovani diaconi, che però tre giorni dopo, vennero ugualmente passati per le armi, portando la cifra ufficiale dei massacrati a 449.
Queste selvagge repressioni cominciate il 19 febbraio, e concluse a maggio con l'eccidio di Debra Libanos, ottennero inevitabilmente l'effetto contrario a quello voluto da Graziani; chiunque si sentisse in qualche modo minacciato si diede alla macchia, gli atti di sottomissione cessarono completamente e le popolazioni contadine, che lamentavano incessanti incendi dei loro villaggi e razzie di bestiame, furono spinte ad unirsi alla resistenza arbegnuoc. Nella seconda metà di agosto, come fisiologica risposta alla repressione, nella regione del Lasta si sviluppò una vasta rivolta della popolazione abissina, che venne soffocata solo il 19 settembre, quando Graziani investì la regione con 13 battaglioni dell'esercito e circa 10000 irregolari, catturando e in seguito decapitando, il capo della rivolta degiac Hailù Chebbedè. Con questo barbaro spettacolo si concluse la permanenza di Graziani in Etiopia: a metà novembre venne sostituito da Amedeo di Savoia.

## Bilancio e conseguenze

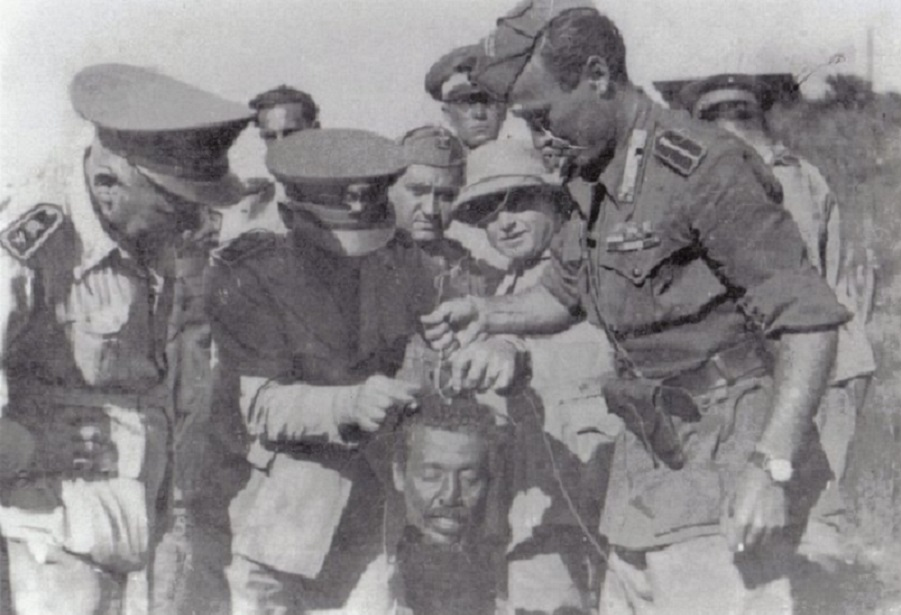
Etiope decapitato durante la rappresaglia

L'attentato fu considerato dagli italiani come una conferma della necessità assoluta di una politica orientata verso la durezza e la repressione; le reazioni a tutti i livelli ebbero carattere drammaticamente dimostrativo e furono condotte con la piena corresponsabilità di Mussolini e di Graziani. Lo studio e la descrizione di questi tragici eventi non è altro che la sintesi della politica fascista in Etiopia e la dimostrazione della sua contraddittorietà, che non poteva non alimentare in questo modo la resistenza abissina. Graziani ben sapeva che il suo operato era fortemente condizionato dal volere di Mussolini nello sradicare ogni forma di resistenza nella colonia, concetto che a grandi linee, il dittatore italiano aveva già dichiarato dopo la proclamazione dell'impero in un telegramma inviato a Pietro Badoglio il 6 maggio 1936: «Sono decisamente contrario a ridare qualsiasi potere ai ras [...]. Niente poteri a mezzadria». Venne così impostata, e ribadita più volte sia da Mussolini che dal fedele Lessona, una perentoria politica di diretto dominio. Fu il rifiuto di dell'imperatore Hailé Selassié di accettare qualsiasi trattativa e il successivo suo appello alla Società delle Nazioni, che portarono Mussolini a proclamare un impero su regioni sconosciute e ancora non occupate, andando così contro il buonsenso e contro le tradizioni colonialiste di accettare compromessi con i capi locali fino a quando non fosse stato elaborato un programma di sistemazione territoriale, che fino ad allora non era ancora stato sviluppato.

### Lo sviluppo della resistenza
Fino all'estate del 1937 la popolazione dell'Etiopia rimase sostanzialmente passiva all'occupazione italiana, le operazioni militari di ras Immirù e rad Destà e degli altri comandanti non incontrarono molto sostegno nei territori attraversati, anzi, in alcuni casi ostilità. Una guerriglia di popolo si era sviluppata soprattutto lungo la ferrovia per Gibuti e in parte nello Scioa, poi nell'agosto del 1937, prendendo di sorpresa le autorità italiane, la rivolta esplose nella regione del Lasta, poi nel Beghemeder e nel Goggiam, dove a fasi alterne divampò fino al 1941. Non furono coinvolte l'Eritrea centro-settentrionale, le regioni meridionali conquistate pochi decenni prima da Menelik, parte dell'Harar e la Somalia. 
Le ragioni delle rivolte sono evidenti: l'occupazione italiana andò a sconvolgere gli equilibri consolidati nelle regioni, sostituendo le gerarchie tradizionali, sconvolgendone i rapporti economici e imponendo modelli culturali estranei, il tutto tenuto insieme da presidi, guarnigioni e lo sviluppo della repressione. 
Di per sé la società abissina era caratterizzata da forti contrasti interni, le rivolte e le guerre tra i ras erano frequenti, quindi il fatto che le popolazioni in protesta ricorressero all'uso delle armi contro i nuovi dominatori era prevedibile. Di fatto però la politica fascista che non prevedeva la collaborazione con i capi regionali, non consentì di contenere queste rivolte (peraltro normali durante le guerre coloniali), che anzi si estesero geograficamente in tempi brevi. Proprio la politica repressiva e di rifiuto di collaborazione con i ras locali voluta da Mussolini e Lessona, ed eseguita alla perfezione da Graziani e da altri governatori, in particolare dal generale Pirzio Biroli nel Goggiam, fu alla base di quell'esplosione di rivolte generalizzate sviluppatesi dall'agosto 1937.
Le operazioni di "grande polizia coloniale" (termine ufficiale per ridimensionare lo sviluppo della guerriglia) condotte da Graziani nell'autunno del 1937 non riuscirono però a ristabilire l'ordine. Seppur non coordinate tra loro, le rivolte nelle diverse regioni dell'impero erano tutte accomunate dalle capacità di guerriglia dei leader locali, dalla grande mobilità dei combattenti, dal riconosciuto coraggio degli abissini negli assalti e dalla conoscenza del territorio. La superiorità tecnica degli italiani riusciva però in breve tempo a ristabilire, almeno apparentemente, l'ordine, ma regioni così vaste non potevano essere presidiate come sarebbe stato necessario, perché i battaglioni ascari dovevano accorrere altrove. Così i partigiani arbegnuoc potevano ritornare successivamente, stavolta con l'appoggio della popolazione esasperata dalle devastazioni, e riaprire una nuova rivolta. Compiendo quello che lo storico Giorgio Rochat giudica: «uno schema evidentemente sommario, che però rende conto del radicamento della rivolta e dell'impossibilità delle forze italiane di venirne a capo; le rappresaglie imponevano un ordine precario, ma consolidavano l'ostilità della popolazione».
Così a fine anno Mussolini decise di sostituire Graziani e Lessona e riassunse il ministero affidandone la gestione al sottosegretario Attilio Teruzzi, e dando l'incarico di viceré ad Amedeo duca d'Aosta, il quale venne affiancato dal generale Ugo Cavallero in qualità di comandante delle truppe. Con la nomina del duca d'Aosta venne impostata una politica più realistica e articolata, che limitava il pieno dominio italiano nelle regioni e non disdegnava accordi per forme di coesistenza, rinunciando agli aspetti più brutali della repressione impostata nel 1936. La svolta però non ebbe seguito a causa dello scoppio della seconda guerra mondiale, che indusse gli inglesi a concedere aiuti alla resistenza, fino ad allora negati, e a dare un appoggio importante dopo l'intervento italiano nel conflitto.

### Le cifre del massacro
Nonostante il più facile accesso agli archivi militari e coloniali, e al cosiddetto "Fondo Graziani", non vi è concordanza sull'esatto numero di vittime causate nella repressione di Addis Abeba. Gli etiopici, fin dal settembre 1945, quando presentarono un Memorandum al Consiglio dei ministri degli Esteri riunito a Londra, parlano di circa 30000 morti, mentre i giornali francesi e americani fornirono cifre oscillanti fra i 1400 e i 6000 morti. Le cifre fornite dallo stesso Graziani nei suoi rapporti con Mussolini, indicano in circa un migliaio le persone passate per le armi e altrettanti tucul bruciati nei giorni del massacro. Negli anni altri autori hanno ritenuto la cifra fornita dagli etiopici molto sovrastimata e che probabilmente vuole racchiudere anche le uccisioni fino a maggio 1937; uno dei maggiori storici del colonialismo italiano, Angelo Del Boca, stima circa in 3000 le vittime dei primi tre giorni di violenze ad Addis Abeba, cifra ripresa anche dall'inglese Anthony Mockler, e dallo storico Giorgio Rochat, che però ipotizza che la cifra potrebbe essere più alta, tra 3 e 6000, come lascerebbero intendere le carte del "Fondo Graziani", le quali non permettono però un calcolo documentato. Nel recente "Il massacro di Addis Abeba" Ian Campbell applica tre diverse metodologie di stima che portano, congiuntamente, all'ipotesi di circa 19000 vittime, includendo in tale numero anche le uccisioni dell'élite etiope avvenute nelle settimane seguenti.

### La memoria dei crimini

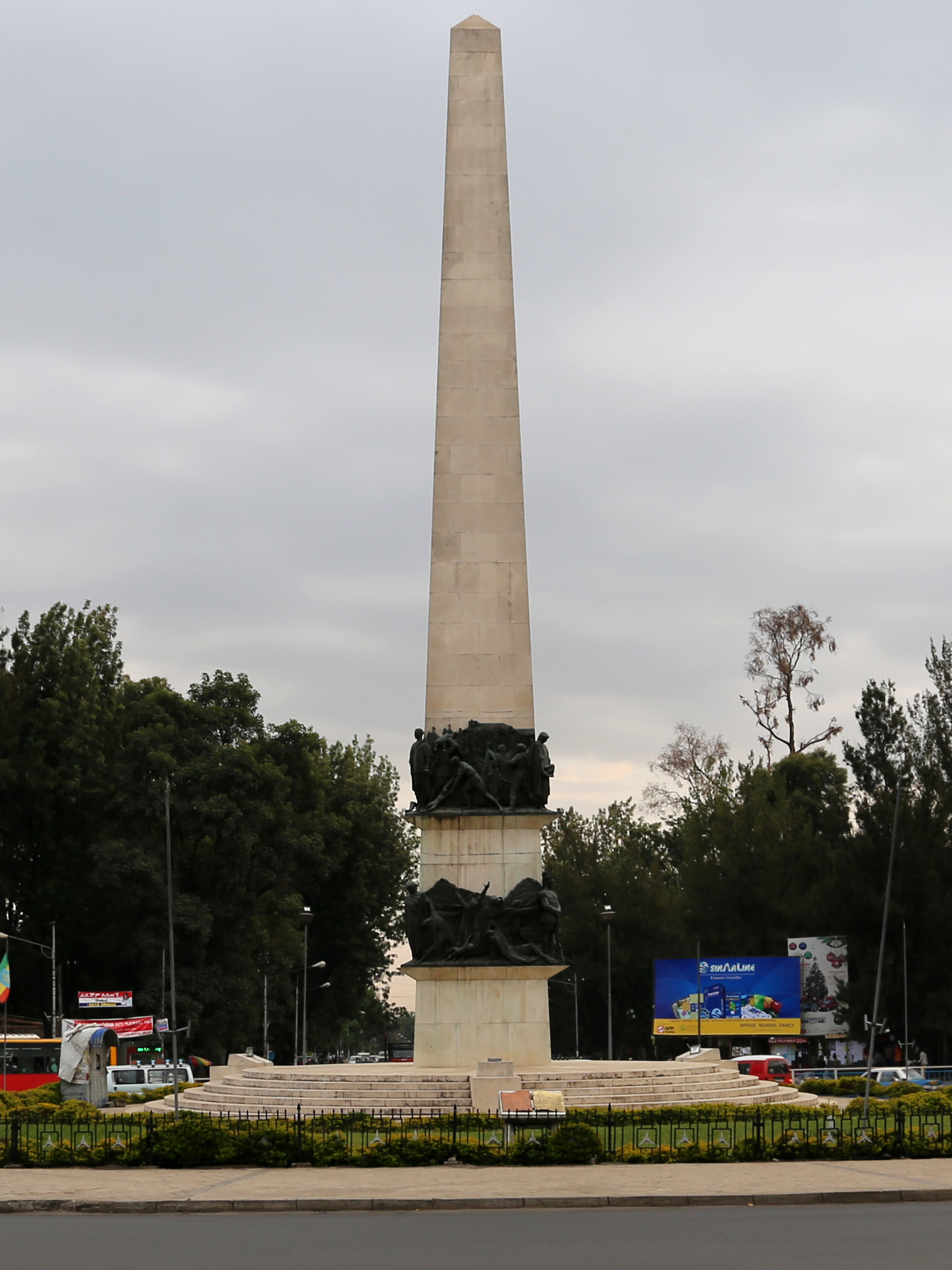
Obelisco commemorativo in piazza Yekatit 12 ad Addis Abeba, di Antun Augustinčić e Frano Kršinić, 1955

Diversi storici diedero vita ai più particolareggiati studi sui massacri che avvennero ad Addis Abeba tra il 19 e il 21 febbraio 1937, senza risparmiare giudizi negativi e impietosi sulla politica assolutistica e repressiva avuta dagli italiani nei confronti della popolazione etiope di Addis Abeba. Negli anni sono state raccolte decine di testimonianze oculari e sono stati utilizzati documenti d'archivio sia italiani che etiopici, che hanno potuto confermare come in quelle giornate di febbraio si scatenò quella che Angelo Del Boca definì: «la più furiosa caccia al nero che il continente africano avesse mai visto» e che Rochat paragonò ad un «vero e proprio pogrom [...] che portò alla luce l'odio razziale dei colonizzatori e la diffusa consapevolezza che solo il brutale terrore poteva rinsaldare il precario dominio italiano».
La persistente lettura in chiave apologetica delle imprese coloniali italiane da parte della politica, ha favorito nel tempo una vera e propria rimozione delle colpe, e ha permesso l'assoluzione dei maggiori criminali di guerra italiani, compresi coloro che hanno esercitato la loro brutale vendetta contro la popolazione di Addis Abeba. Solo nel 1998, con una nuova politica inaugurata dal ministro degli esteri Lamberto Dini e dal viaggio in Africa orientale del presidente Oscar Luigi Scalfaro, durante il quale vi fu una esplicita ammissione delle colpe coloniali, venne costituita una prima e necessaria svolta nei rapporti con i paesi africani. Nell'ottobre 2006 ci fu inoltre una proposta di legge per l'istituzione, nel giorno 19 febbraio, del "Giorno della memoria in ricordo delle vittime africane durante l'occupazione coloniale italiana", che però si arenò a causa della caduta del governo Prodi.

### Esplicative
1. ↑  Si trattava di bombe a mano di limitato potenziale tipo Breda, che i due attentatori avevano ricevuto grazie alla complicità del tassista Adefres e del capo ribelle Ficré Mariam, che aveva aiutato i due ad addestrarsi al lancio degli ordigni ai piedi del monte Zuqualà. Vedi: Del Boca 2014, p. 217.
2. ↑  Graziani, gelosissimo del suo ruolo, non perdonò a Cortese di aver assunto l'iniziativa delle rappresaglie e di averne propagandato l'importanza negli ambienti fascisti, per cui si preoccupò soprattutto di sminuire la portata dei massacri e di procedere con il rimpatrio di Cortese, che avvenne tre mesi dopo, non senza aver aperto nei suoi confronti una serie di inchieste sulla sua invadenza e corruzione. Vedi: Rochat 2009, pp. 210-226-227.
3. ↑  Secondo gli storici Rochat e Del Boca, una delle motivazioni dell'attentato fu la volontà dei due eritrei di levarsi di dosso la fama di collaborazionismo che avevano gli eritrei in genere. Vedi: Rochat 2009, p. 212, Del Boca 1996, p. 91.
4. ↑  Si trattava soprattutto di elementi provvisti di una formazione culturale europea, provenienti dalle maggiori famiglie abissine, ma animati da un patriottismo assai critico nei confronti del regime del Negus, e per questo forse i più aperti ad una collaborazione con gli italiani e ad accettarne la guida per il progresso. Vedi: Rochat 2009, p. 205.
5. ↑  Poiché non era possibile estendere l'eliminazione sommaria a tutti i sospetti, e la deportazione in Italia era riservata ai maggiori notabili, Graziani decise la creazione di campi di concentramento nell'impero. La scelta cadde su Danane, inaugurato ad aprile, e che a fine settembre contava circa 1800 internati. Vedi: Rochat 2009, p. 221.
6. ↑  Studi condotti dagli storici Ian L. Campbell e Degife Gabre Tsadik e pubblicati nel 1997, portano la cifra totale a circa 1200 fra preti, diaconi e laici uccisi a Debra Libanos e dintorni. Vedi:  Ian L. Campbell, Degife Gabre-Tsadik, La repressione fascista in Etiopia: la ricostruzione del massacro di Debrà Libanòs, in Studi piacentini, n. 21, 1997.
7. ↑  A proposito, è significativo il telegramma inviato da Mussolini a Graziani riguardante la situazione favorevole per le forze italiane impegnate nella repressione delle ultime sacche di resistenza nello Scioa: «Concordo col giudizio di V.E. nel ritenere soddisfacente la situazione generale dell'impero. [...] Unico punto grigio lo Scioa, data la protervia degli abitanti [...]. Tale protervia si fiacca in modo semplice presidiando fortemente Addis Abeba e la regione ed eliminando col fuoco tutti, nessuno escluso, gli elementi infidi». Vedi: Del Boca 1996, L'attentato a Graziani.

### Bibliografiche
1. ↑  (EN) Richard Pankhurst, The Graziani Massacre and Consequences, in History of the Ethiopian Patriots (1936-1940), n. 4 (archiviato dall'url originale il 13 ottobre 2011).
2. 1 2  Del Boca 2014, p. 7.
3. 1 2 3  Del Boca 2014, p. 219.
4. ↑  Del Boca 2014, pp. 219-220.
5. ↑   Philip Briggs, Guide to Ethiopia - VII edizione, su books.google.it, Bradt Travel Guides, 2015.
6. ↑  Del Boca 2014, p. 213.
7. ↑  Del Boca 2014, p. 214.
8. ↑  Da giugno le truppe di Graziani furono praticamente bloccate ad Addis Abeba. Vedi: Rochat 2009, p. 198.
9. 1 2 3   Angelo Del Boca, Graziani, Rodolfo, in Dizionario biografico degli italiani, vol. 58, Roma, Istituto dell'Enciclopedia Italiana, 2002.
10. ↑  Del Boca 1996, p. 78.
11. 1 2  Rochat 2008, p. 82.
12. 1 2 3  Del Boca 1996, p. 79.
13. ↑  Del Boca 2014, p. 216.
14. ↑   Bahru Zewde, The Ethiopian Intelligentsia and the Italo-Ethiopian War, 1935-1941, in International Journal of African Historical Studies, n. 26, 1993.
15. ↑  Del Boca 2014, p. 217.
16. 1 2 3   Ciro Poggiali, Albori dell'Impero, Milano, Fratelli Treves, 1938,  pp. 116-120.
17. ↑  Del Boca 1996, p. 80.
18. ↑   Nicola Labanca, Lessona, Alessandro, in Dizionario biografico degli italiani, vol. 64, Roma, Istituto dell'Enciclopedia Italiana, 2005.
19. 1 2 3  Del Boca 1996, p. 81.
20. ↑   Ciro Poggiali, Diario AOI - (15 giugno 1936-4 ottobre 1937). Gli appunti segreti dell'Inviato del Corriere della sera, Milano, Longanesi, 1971,  p. 181, SBN SBL0430224.
21. ↑  Del Boca 1996, p. 82.
22. ↑  Del Boca 1996, pp. 82-83.
23. ↑  Del Boca 2014, p. 218.
24. ↑  Del Boca 1996, p. 83.
25. 1 2 3 4  Rochat 2009, p. 209.
26. ↑   AA.VV., Crimini di guerra, su criminidiguerra.it, Istituto per la Storia dell'Età Contemporanea di Sesto S.Giovanni – MI, 2004. URL consultato il 30 luglio 2025.
27. ↑  Solo dopo che il federale Cortese e i suoi accoliti si erano spartiti il ricco arredo, vedi: Rochat 2008, p. 82.
28. ↑  Del Boca 2014, p. 220.
29. ↑  Del Boca 1996, p. 85.
30. ↑  Del Boca 2009, p. 209.
31. ↑  Del Boca 2014, pp. 220-221.
32. 1 2  Del Boca 2014, p. 221.
33. ↑  Rochat 2009, pp. 209-210.
34. 1 2 3 4  Rochat 2009, p. 210.
35. ↑  Rochat 2009, pp. 211-212.
36. ↑  Rochat 2009, p. 212.
37. ↑  Rochat 2009, p. 213.
38. ↑  Rochat 2009, p. 215.
39. ↑  Rochat 2009, pp. 216-217.
40. ↑  Rochat 2009, pp. 217-218.
41. ↑  Del Boca 2014, p. 224.
42. ↑  Rochat 2009, p. 219.
43. ↑  Del Boca 2014, p. 223.
44. ↑  Rochat 2008, p. 84.
45. ↑  Del Boca 2014, pp. 227-228.
46. ↑  Del Boca 2014, p. 230.
47. ↑  Del Boca 2014, pp. 231-232.
48. ↑  Rochat 2009, p. 195.
49. ↑  Rochat 2009, p. 196.
50. ↑  Rochat 2008, pp. 84-85.
51. 1 2  Rochat 2008, p. 85.
52. 1 2  Rochat 2008, p. 87.
53. ↑  Rochat 2008, p. 86.
54. ↑  Rochat 2008, p. 88.
55. ↑  Del Boca 2014, p. 222.
56. ↑  Del Boca 1996, p. 88.
57. ↑  Mockler, p. 177.
58. ↑  Del Boca 1998.
59. ↑   P.D.L. 1845 del 23 ottobre 2006, su legxv.camera.it. URL consultato il 5 giugno 2017 (archiviato dall'url originale il 16 agosto 2020).
60. ↑   Giovanni De Luna, La repubblica del dolore: Le memorie di un'Italia divisa, Milano, Feltrinelli, 2011, ISBN 978-88-07-11110-5..

### Pubblicazioni
- Angelo Del Boca, Il colonialismo italiano tra miti, rimozioni, negazioni e inadempienze (PDF), in Italia contemporanea, n. 212, 1998,  pp. 589-603.
- Emanuele Giacopetti, Il massacro di Addis Abeba. La memoria rimossa, Federazione delle Resistenza, 2024. Fumetto (licenza CC BY-NC-ND 4.0) disponibile online.
- (EN) Anthony Mockler, Haile Selassie's War. The Italian-Ethiopian Campaign, 1935-1941, in Signal Book, Oxford, 2003.
- Richard Pankhurst, Nuove rivelazioni sull'attentato alla vita di Graziani del 19 febbraio 1937, in Studi Piacentini, n. 36, 2004,  pp. 141-144.
- (EN) Richard Pankhurst, The Graziani Massacre and Consequences, in History of the Ethiopian Patriots (1936-1940), n. 4 (archiviato dall'url originale il 13 ottobre 2011).
- Andrea Pioselli, Zeret, Gennaro Sora e la memoria degli italiani (PDF), in Istituto bergamasco per la storia della resistenza e dell'età contemporanea, giugno 2012,  pp. 71-95.
- Giorgio Rochat, L'attentato a Graziani e la repressione italiana in Etiopia nel 1936-1937 (PDF), in Italia contemporanea, n. 118, 1975,  pp. 3-38.

### Filmografia
- Fascist Legacy